# Micske
Micske település Romániában, Bihar megyében.

## Fekvése
A Berettyó mentén, a Réz-hegység nyúlványa alatt, Vámosláztól keletre fekvő település.

## Története
Micske már az Árpád-kor előtt is lakott hely volt. Erre utalnak a területén talált árpádkor előtti cserépedény maradványok.
Az oklevelekben már a XIII. században is előfordult neve.
Első ismert birtokosai a XIII. században élt Geregye nemzetséghez tartozó I. Geregye fia Barnabás valamint az ugyancsak e nemzetséghez tartozó  Pál országbíró, majd a Borsa nemzetségbeli Lóránt vajda volt, később pedig annak unokaöccse Kopasz nádor, akiről végül a koronára szállt.
1367-ben pedig Telegdy Tamás esztergomi érsek révén annak rokonaira, a losonczi Bánfiakra szállt a micskei birtok.
A XV. században Kusalyi Jakcs László, Országh Mihály nádor, Perényi Imre nádor és Drágfi János országbíró voltak a földesurai.
1452-ben  egy oklevél adatai Micskét város-nak írták. Nevét hol Micske, hol pedig Miske néven említették.
1606-ban Bocskai István fejedelem Báthory Gábornak adományozta, aztán Zólyomi Dávid és Bethlen Katalin lett birtokosa.
A XVII. század közepén már a Baranyi család kezén volt található.
A XX. század elején Baranyi Ödönnek és Strasser Alfrédnak van itt nagyobb birtoka.
Micske régi helynevei közül több érdekes, említésre méltó helynevet is feljegyeztek: 
Szászkuta, Szódob, Iruszló, Gardo és Zsádonta nevű dűlők nevei maradtak fenn.
A településhez tartozott Sánczi-puszta, mely egykor község volt.
A 13. század első felében már a püspöki tizedjegyzékben is előfordult neve.

## Nevezetességek
- Református temploma - a 18. században épült, az ősi templom helyén.
- Római katolikus temploma - 1754-ben épült.
- Miskolczy Károly Általános Iskola
- Görböc Néptáncegyüttes
- Jakó- kúria
- Tájház
- Az I. és II. Világháborúban elhunyt hősökért állított emlékmű